# George Bowyer (1er baron Denham)
George Edward Wentworth Bowyer (16 janvier 1886 - 30 novembre 1948), est un homme politique du Parti conservateur britannique.

## Biographie
Il fait ses études au Collège d'Eton et à Oxford et est admis au Barreau en 1910. Il épouse Daphne Mitford, fille d'Algernon Freeman-Mitford (1er baron Redesdale), le 27 février 1919. Ils ont trois enfants:
1. Richard Laurence Grenville Bowyer (17 février 1920 - 29 janvier 1943), tué pendant la Seconde Guerre mondiale.
2. Peggy Bowyer (née le 18 mai 1925).
3. Bertram Bowyer (2e baron Denham) (né le 3 octobre 1927), dit «Bertie».

Bowyer est président de l'Association des conseils de district urbain. Aux élections générales de 1918 il est élu député de Buckingham. Il sert comme whip pendant de nombreuses années. Il est vice-président du Parti conservateur et devient contrôleur de la maison en 1935.
Bowyer est fait chevalier en 1929 et baronnet en 1933. En 1937, il est créé baron Denham, de Weston Underwood, Olney, Buckinghamshire.
Il est élu comme steward principal du National Greyhound Racing Club et est l'invité d'honneur quand le stade d'Oxford ouvre en 1939 ,.